# Jardin du roi
Il Jardin du roi (giardino del re) è uno dei più antichi organismi scientifici ufficiali francesi. Fu infatti creato nel 1635, un secolo dopo il Collège Royal (1530) ma prima dell'Académie des sciences (1666) e dell'Observatoire de Paris (1672).

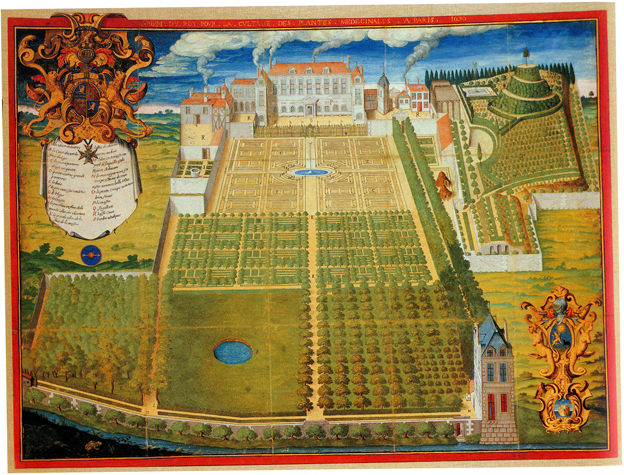
Jardin du roi, incisione di Frédéric Scalberge (1636)

## Storia
Era dal 1633 che Guy de La Brosse per sua insistenza presso Luigi XIII, e grazie al sostegno di Jean Héroard e del cardinale Richelieu, aveva ottenuto la possibilità per la creazione di un giardino botanico a vocazione medica a Parigi. Il re acquistò un terreno nei faubourg (l'immediata periferia della Parigi di allora) e La Brosse cominciò i primi lavori e inseminazioni. L'editto che instaurava il Giardino fu però pubblicato solo nel 1635 e questo non poté essere inaugurato ufficialmente che nel 1640 col nome di Jardin royal des plantes médicinales (Giardino reale delle piante medicinali).
Il progetto suscitò numerose opposizioni fra cui quella da parte della facoltà di medicina della Sorbona che vi vedeva un concorrente al suo proprio insegnamento. Aperti a tutti, i corsi erano tenuti non in latino ma in francese. Questa non fu l'unica novità: alcuni studi, come quello sulla circolazione del sangue, erano insegnati nella nuova istituzione sebbene ancora criticati dalla facoltà. Alcuni insegnanti poi venivano dall'Università di Montpellier, grande rivale della Sorbona.
Per affievolire le tensioni, Luigi XIII decise di autorizzare l'insegnamento ma senza un diploma finale. Al tempo della Rivoluzione il Jardin du roi non aveva che tre tipi di cattedra: botanica, anatomia e chimica.
Il giardino conobbe un periodo di declino finché Jean-Baptiste Colbert ne prese in mano l'amministrazione ed il botanico Guy-Crescent Fagon gli assicurò un grande successo scientifico, contornandosi di una squadra brillante, nella quale figuravano Christophe Glaser, Joseph Pitton de Tournefort, Antoine-Laurent de Jussieu, ed altri. Nel 1718, il Jardin royal des plantes médicinales divenne il Jardin royal des plantes (Giardino reale delle piante).
Georges-Louis Leclerc, conte di Buffon, fu nominato intendente del giardino nel 1739 e, nei cinquant'anni in cui fu sotto la sua responsabilità, lo fece diventare una delle più importanti istituzioni scientifiche del mondo.
Con la Rivoluzione francese divenne il Jardin des Plantes ed andò a costituire il Muséum national d'histoire naturelle.

## Intendenti
- 1635 - 1641: Guy de La Brosse
- 1648 - 1641: William Davisson
- 1646 ? - 1652: François Vautier
- 1652 - ? : Antoine Vallot
- 1672 - 1693: Antoine d'Aquin, primo medico del re
- 1693 - 1708: Guy-Crescent Fagon, primo medico del re
- 1718 - 1732: Pierre Chirac
- 1732 - 1739: Charles François de Cisternay du Fay
- 1739 - 1788: Georges-Louis Leclerc, conte di Buffon
- 1788 - 1791: Charles-François de Flahaut, conte della Billarderie
- 1792 - 1793: Jacques-Henri Bernardin de Saint-Pierre

## Cattedra di botanica
- 1665: Guy-Crescent Fagon
- 1709: Antoine de Jussieu
- 1722: Bernard de Jussieu
- 1758: Louis Guillaume Le Monnier
- 1770: Antoine-Laurent de Jussieu

## Cattedra di chimica

### Cattedra principale
- 1635 - 1665: Urbain Baudinot
- 1665 - 1712: Guy-Crescent Fagon
- 1695 - 1729: Simon Boulduc
- 1712 - 1730: Étienne François Geoffroy
- 1730 - 1743: Louis Lémery
- 1743 - 1771: Louis-Claude Bourdelin
- 1771 - 1784: Pierre Joseph Macquer
- 1784 - 1793: Antoine-François de Fourcroy

### Cattedra secondaria
- 1648 - 1651: William Davisson
- 1652 - 1660: Nicaise Le Febvre
- 1660 - 1671: Christophe Glaser
- 1671 - 1680: Moyse Charas.
- 1680 - 1684? : Sébastien Matte detto La Faveur
- 1695 - 1729: Simon Boulduc
- 1729 - 1742: Gilles-François Boulduc
- 1743 - 1768: Guillaume-François Rouelle
- 1768 - 1779: Hilaire-Martin Rouelle
- 1779 - 1793: Antoine-Louis Brongniard

## Cattedra di anatomia
- 1769 - 1778: Antoine Petit (1722-1794)
- 1778 - ? : Antoine Portal (1742-1832)